# 情报和反情报办公室
情报和反情报办公室（Office of Intelligence and Counterintelligence，简称OICI），也译作情报和反情报局，是美国能源部（DOE）的内部情报机构，于2006年由此前的能源部多个情报和安全组织合并而成。 其任务是提供有关外国核武器、能源安全、科学和技术以及核能、安全和废物的技术情报。
OICI负责整个能源部综合体（DOE complex）的所有情报和反情报活动；由于这种核心作用，OICI被指定为能源部的总部情报机构，与外地情报部门（field intelligence elements）不同。作为美国情报系统的一个部分，OICI除向能源部长汇报外，还向美国国家情报总监汇报。